# Сахно-Устимович Юрій Костянтинович
Юрій Костянтинович Сахно-Устимович (Російська Імперія; 22 листопада 1873 — грудень 1968, Париж) — воєначальник Російської Імператорської армії українського походження, генерал-майор, генеральний хорунжий і начальник особистого конвою гетьмана Петра Скоропадського у війську Української Держави. Учасник Білого руху; на еміграції з 1920, громадський діяч.

## Життєпис
Закінчив 3-й Московський кадетський корпус. Поступив на військову службу 31 серпня 1892. Закінчив Миколаївське кавалерійське училище в 1894. Випущений в лейб-гвардії Гродненського гусарського полку.
8 серпня 1894 отримав звання корнета, з 8 серпня 1898 — поручика, штабс-ротмістра з 6 грудня 1899, з 6 грудня 1903 — ротмістр. Полковник (ст. 06.12.1907). Командир ескадрону того ж полку (2 м 2 міс.). До 23.01.1914 в л-гв. Гродненського гусарського полку. Учасник Першої світової війни. Генерал-майор (пр. 1915 ст. 24.01.1915; за бойові відзнаки).
У 1918 — в армії Української Держави. Начальник Конвою гетьмана Петра Скоропадського. Генеральний хорунжий (пр. 06.06.1918).
14 грудня 1918 після падіння режиму гетьмана Петра Скоропадського в складі офіцерських дружин здався в Києві військам Директорії УНР. Пізніше був вивезений німецькими військами, що залишали Україну, до Німеччини. Учасник Білого руху в складі ЗСПР.
З 9 вересня 1919 в резерві чинів військ Новоросійської області. На 25.03.1920 у Джанкої.
Під час Громадянської війни в Криму командував Окремою кавалерійською бригадою. Брав участь у розгромі катеринославського угруповання Нестора Махно. Евакуювався в Галліполі, потім на еміграції у Франції. У 1934 в Парижі на зборах чинів кавалерійської дивізії читав уривки зі своїх спогадів про дії дивізії в період світової війни. Опублікував спогади «Напередодні Великої війни».
В еміграції — громадський діяч, у 1967 — співробітник журналу «Військова Бувальщина».

### Командував
- Командир 8-го гусарського Лубенського полку (23.01.1914 — 18.05.1915).
- Командир 2-ї бригади 8-ї кавалерійської дивізії (1915 — 02.02.1916).
- Командир 1-ї бригади 8-ї кавалерійської дивізії (з 02.02.1916 — 10.07.1916 — ?).
- Командир Окремої кавалерійської бригади під час оборони Криму (з січня 1920).

## Твори
- Накануне великой войны: Из воспоминаний командира 8-го гусар. Лубен. полка // Военная Быль, 1965, № 73.

## Нагороди
- Орден Святої Анни 3-го ст. (1910)
- Орден Святого Станіслава 2-го ст. (1913)
- Орден Святої Анни 2-го ст. з мечами (23.11.1914)
- Нагороджений Георгіївською зброєю (03.01.1915).
- Орден Святого Станіслава 1-го ст. (1915)
- Орден Святої Анни 1-й ст. з мечами (19.04.1916)